# St. Peter (Boisheim)

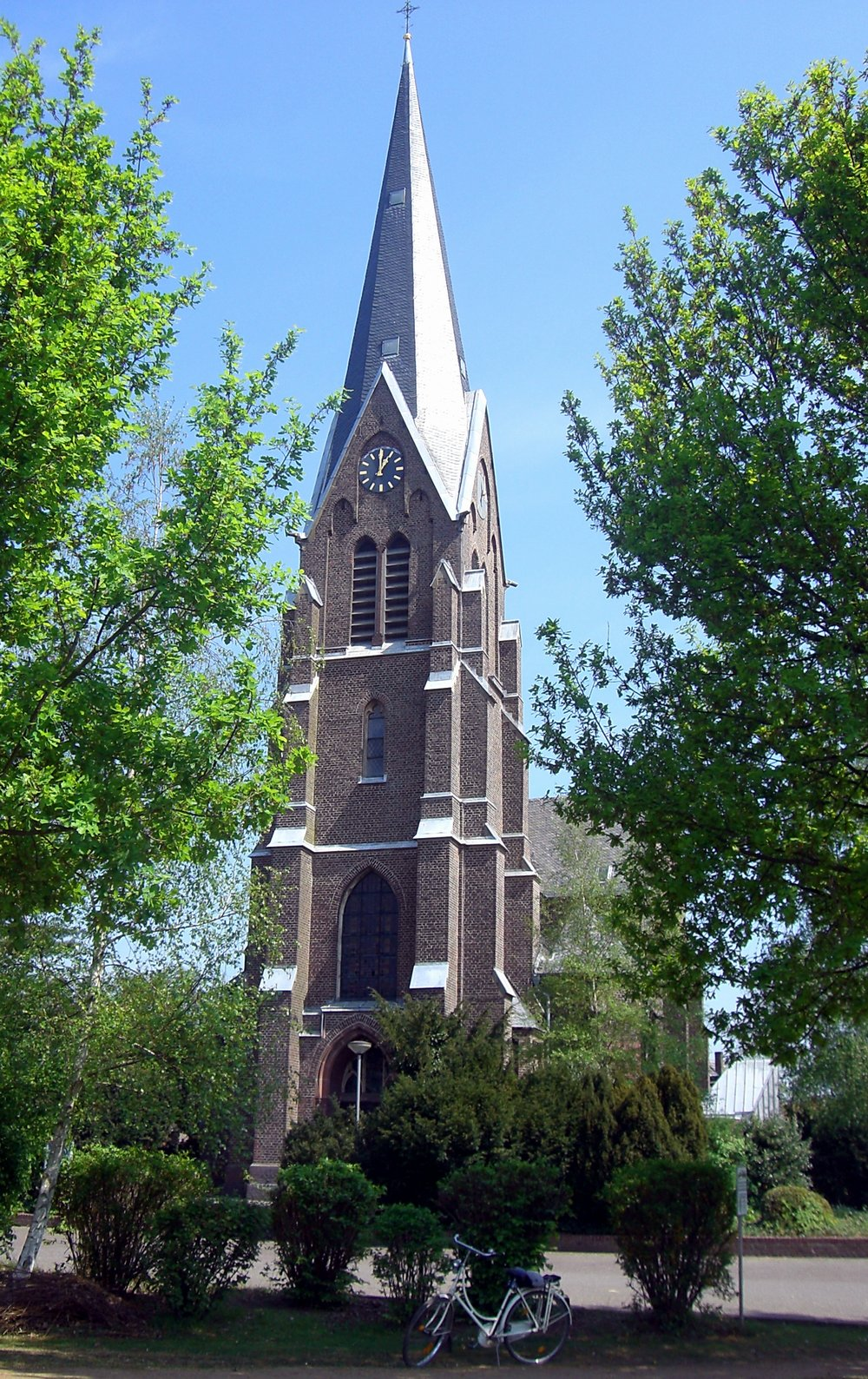
Pfarrkirche St. Peter

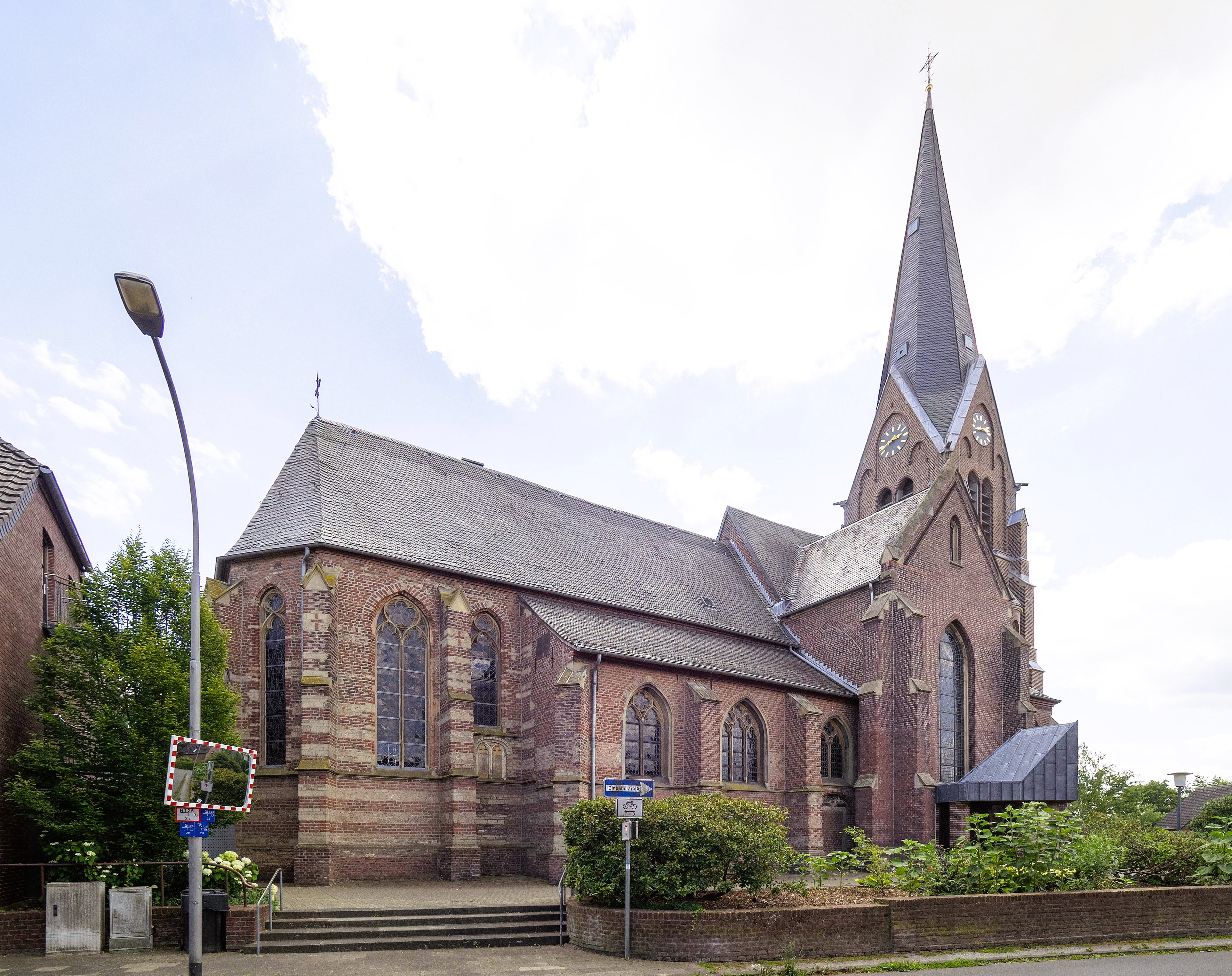
Blick zum mittelalterlichen Chor von St. Peter

Die römisch-katholische Filialkirche St. Peter ist ein denkmalgeschütztes Kirchengebäude in Boisheim, einem Stadtteil von Viersen, im Kreis Viersen (Nordrhein-Westfalen). 
Die Kirche gehört zur Pfarre St. Cornelius und Peter Dülken, Pfarrkirche ist St. Cornelius.

## Geschichte und Architektur
In einer Liste der Abgaben an den Xantener Archidiakon aus dem 13. Jh. (vor 1290 geschrieben) ist eine Capella in Buyschem erwähnt. Ein Priester mit dem Namen Johannes wurde 1320 genannt. Der Abt von St. Pantaleon in Köln war Kollator der Pfarre, und als Pfarrer waren Mönche aus St. Pantaleon eingesetzt. Als Vorgängerbau ist eine romanische Saalkirche von der Breite des gotischen Mittelschiffs nachgewiesen.
Die gotischen kleine dreischiffige Pseudobasilika mit einem einjochigen Chor mit 5/8 Schluss wurde 1487 aus Backstein mit Tuffbändern errichtet. Der vorgesetzte Westturm der Kirche wurde 1899 nach Plänen von Carl Rüdell und Richard Odenthal durch ein Westquerschiff mit steil aufragendem Turm im Stil der Neugotik ersetzt. Im Innenraum ruhen Kreuzrippengewölbe auf Rundpfeilern. Der westliche Anbau ist in Formen und Material dem Altbau angepasst. Durch Bomben und Beschuss wurde das Gebäude 1945 stark beschädigt. Die Schäden wurden bis 1954 behoben. Die Farbfassung wurde 1981 erneuert.

## Ausstattung
- Der Farbmalereizyklus wurde von 1955 bis 1957 von H. Lohbeck gemalt.
- Das beschädigte Sakramentshaus aus Trachyt stammt aus der Zeit um 1500, es wurde in neuerer Zeit farbig gefasst.
- Der Taufstein vom 13. Jahrhundert aus Namurer Blaustein wurde aus Resten zusammengesetzt.
- Das Chorgestühl, die Rückwände mit Faltwerkfüllungen und die Kopfmedaillons wurden in der Mitte des 16. Jahrhunderts hergestellt.
- Bei dem Kruzifix aus der Zeit um 1480 ist die Fassung verloren gegangen.
- Der thronende Petrus vom Anfang des 16. Jahrhunderts wurde im 19. Jahrhundert neu gefasst.